# Svobodna volja
Svobodna volja je posameznikova domnevna sposobnost, da lahko svobodno izbira in pri tem ni omejen, oviran oz. pod pritiskom. Vprašanje svobodne volje se pojavlja že od začetkov filozofske misli; v zahodni filozofiji sta se okrog tega vprašanja izoblikovali dve nasprotujoči si struji: determinizem in metafizični libertarianizem. Prvi izraz združuje več sorodnih tez, ki predpostavljajo, da so vsi dogodki v prihodnosti bodisi logična posledica dogajanja v preteklosti in zakonov narave (vzročno-posledični determinizem), bodisi vnaprej načrtovani s strani vsemogočnega stvarnika (boga; t. i. teološki determinizem). V nobenem primeru svobodna volja ni možna. Metafizični libertarianizem temu nasprotuje, bodisi z zavračanjem popolne določenosti prihodnjih dogodkov s preteklimi, bodisi s trditvijo, da stvarnik ne uveljavlja svoje moči nad posameznikovo voljo in izbiro. Oba pogleda pa zagovarjata stališče, da se determinizem in svobodna volja izključujeta, zato ju označujemo s skupnim izrazom inkompatibilizem.
Pojem svobodne volje praviloma izprašuje tudi obstoj možnosti uveljavljanja svojih idej. Materializem verjame, da je celotno življenje popredmeteno, polno reči, stvari, atomov, delcev in njihove sestave, svobodno voljo definira z rojstvom, ustvarjanjem življenja in človeka, ki te materialne delce oblikuje, poimenuje in spreminja. Determinizem pa osvobaja človeka izpraševanja njegove usode, a ga zavezuje zasledovanju usode. Ker njegov svet ni sestavljen iz materiala, temveč vrednot, lahko razvrednoti ali ovrednoti svet glede na to, kakšno želi prihodnost. 
Obstoj oz. neobstoj svobodne volje ima med drugim tudi etične posledice, predvsem pri vprašanju, ali je posameznik moralno odgovoren za svoja dejanja. Svobodna volja je ključni pravni moment s katero se določa odgovornost posameznika za njegova dejanja in posledice le-teh. Kot izhodišče je tako zelo pomemben pogled na uveljavitev družbenih in državnih pravil in kaznovanj. Ob svobodni volji se lahko terja odgovornost, očitek, opomin nad nepravilnim vedenjem. Osebna odgovornost posameznika pri odločanju glede svojega življenja in življenja ljudi, ki so mu podrejeni, temelji predvsem na sposobnosti družbe, da mu napake lahko predoči in terja odgovornost. Definicija svobode izbire torej pomeni tudi raven odgovornosti. 

## Zgodovina koncepta
Svobodna volja je bila že zelo zgodaj definirana kot pravica do izbire onkraj družinskih, skupnostnih vezi. Državljan polisa je imel odgovornost upravljanja skupnih stvari, odgovornost pri poslih in družinske obveznosti. Slabe odločitve niso bile odraz moralnega negodovanja, temveč napak njegove osebnosti, nezrelosti, kar je pomenilo, da je bil enako odgovoren in enakih pravic kot ostali državljani. Oseba brez svobodne volje je bil suženj, to je zapuščen otrok, otrok prodan v suženjstvo, vojni plen ali ugrabljen človek. Ta se je lahko dokazal, odkupil, uveljavil, a dotedaj ni imel pravih pravic. 
Četudi v antiki obstaja niz filozofskih definicij svobodne volje, je isto obdobje zaznamovalo predvsem vedno bolj razširjen pojav suženjstva in z leti vedno daljšega pravnega varstva nedoraslih mladih oseb (kar še posebej velja za rimsko obdobje). Vzgajanje mladih oseb v odgovorne posameznike, priučevanje odgovornosti in pri tem negovanje gospodarske rasti je bilo vedno bolj zapleteno. Najemniški vojaki plemenskih skupnosti so prevzeli vojaško breme, svobodna volja pa se je s propadom Rimskega imperija preoblikovala v srednjeveško etiko.
Srednjeveška etika je v veliki meri temeljila na razširjanju že izgubljenega znanja in ohranjanju prostora zaprtega glede na svetovne gospodarske tokove. Tako se je filozofija usmerjena v determinizem družbenega položaja oprla na stoično filozofijo. Vedno bolj pa je postala pomembna tematika naključja v teologiji in družbenemu porastu. Kako se odzvati na naključne nesmiselne dogodke, ki so po srednjeveški etiki del božjega načrta. Vsako predvidevanje, zaupanje v naključje, ali celo poseganje v svobodno odločitev ljudi je tako bilo zlo. Ključni predstavnik takšni misli je Avguštin, njegov nasprotnik pa je povzel mnenje Cicera, da nikakršno poseganje in predvidevanje nadčloveških proporcev ne more poseči v človeška svobodo.
Sholastiki, srednjeveški teologi, so skušali z razumom objasniti Resnico vere. Z uporabo razuma so želeli vzpostaviti red, prepričani, da je tudi Bog bitje razuma. Ob resnih zapletih glede tega, kaj je vse heretika v srednjeveški družbi in koliko anarhije se lahko vnese v tedanjo rimokatoliško cerkev, je postala pomembna z renesanso izmenjava o svobodni volji med Martinom Luthrom in Erazmom Rotterdamskim.
Z renesanso se znatno ojača filozofiranje o svobodni volji. Stuart Mill je močno zaznamoval razmišljanje o svobodi. Z uvedbo socialnih in delavskih pravic s strani Organizacije združenih narodov, Evropske unije in ustavnega prava nekaterih držav so bile omejene pravice podjetniške pobude za ceno boljšega življenja delavcev. Ocenjevanje svobodne volje državljanov je tako omejeno z različnimi determinacijami družbe, a je pretočnost družbe večja in tako pomembna teoretična postavka za gradnjo gospodarstva in odgovorne družbe.